# Суперкуп Јадранске лиге у кошарци 2019.
Суперкуп Јадранске лиге у кошарци је 2019. године одржан по трећи пут. Домаћин турнира био је Загреб у периоду од од 26. до 29. септембра 2019. године, а сви мечеви су одиграни у кошаркашком центру Дражен Петровић.

## Пропозиције такмичења
- Право наступа на овогодишњем Суперкупу остварују домаћин турнира и седам најбоље пласираних екипа у претходној сезони Јадранске лиге. Цибона се квалификовала по оба наведена основа, те је осми учесник одређен слањем специјалне позивнице клубу Сикст Приморска, прваку прошлосезонске Друге Јадранске лиге. Клубови на основу пласмана у сезони 2018/19. редом добијају такмичарске бројеве од 1 до 8.
- У четвртфиналу су клубови упарени на следећи начин:
  - четвртфинална утакмица 1: такм. број 1 - такм. број 8
  - четвртфинална утакмица 2: такм. број 2 - такм. број 7
  - четвртфинална утакмица 3: такм. број 3 - такм. број 6
  - четвртфинални утакмица 4: такм. број 4 - такм. број 5
- У полуфиналу су клубови упарени на следећи начин:
  - полуфинална утакмица 1: победници четвртфиналних утакмица 1 и 4
  - полуфинална утакмица 2: победници четвртфиналних утакмица 2 и 3
- Победници полуфиналних утакмица остварују пласман у финале.

## Учесници
| Такм. број | Клуб              | Пласман у сез. 2018/19. | Напомене              |
| ---------- | ----------------- | ----------------------- | --------------------- |
| 1          | Црвена звезда МТС | 1. у ЈЛ                 |                       |
| 2          | Будућност ВОЛИ    | 2. у ЈЛ                 |                       |
| 3          | Цедевита Олимпија | 3. у ЈЛ                 |                       |
| 4          | Партизан НИС      | 4. у ЈЛ                 |                       |
| 5          | Мега Бемакс       | 5. у ЈЛ                 |                       |
| 6          | ФМП               | 6. у ЈЛ                 |                       |
| 7          | Цибона            | 7. у ЈЛ                 | Домаћин турнира.      |
| 8          | Сикст Приморска   | 1. у 2. ЈЛ              | Специјална позивница. |

## Костур
|  | Четвртфинале      | Четвртфинале      |                   |     | Полуфинале | Полуфинале |  |  | Финале | Финале |
|  |                   |                   |                   |     |            |            |  |  |        |        |
|  | 26. септембар     |                   |                   |     |            |            |  |  |        |        |
|  |                   |                   |                   |     |            |            |  |  |        |        |
|  | Црвена звезда МТС | 82                |                   |     |            |            |  |  |        |        |
|  | Црвена звезда МТС | 82                | 28. септембар     |     |            |            |  |  |        |        |
|  | Копер Приморска   | 88                |                   |     |            |            |  |  |        |        |
|  | Копер Приморска   | 88                | Партизан НИС      | 91  |            |            |  |  |        |        |
|  | 26. септембар     |                   | Партизан НИС      | 91  |            |            |  |  |        |        |
|  |                   | Копер Приморска   | 77                |     |            |            |  |  |        |        |
|  | Партизан НИС      | Копер Приморска   | 77                | 86  |            |            |  |  |        |        |
|  | Партизан НИС      |                   | 29. септембар     | 86  |            |            |  |  |        |        |
|  | Мега Бемакс       | 73                |                   |     |            |            |  |  |        |        |
|  | Мега Бемакс       | 73                | Партизан НИС      | 99  |            |            |  |  |        |        |
|  | 27. септембар     |                   | Партизан НИС      | 99  |            |            |  |  |        |        |
|  |                   | Цедевита Олимпија | 77                |     |            |            |  |  |        |        |
|  | Цедевита Олимпија | Цедевита Олимпија | 77                | 101 |            |            |  |  |        |        |
|  | Цедевита Олимпија | 28. септембар     |                   | 101 |            |            |  |  |        |        |
|  | ФМП               | 92                |                   |     |            |            |  |  |        |        |
|  | ФМП               | 92                | Цедевита Олимпија | 103 |            |            |  |  |        |        |
|  | 27. септембар     |                   | Цедевита Олимпија | 103 |            |            |  |  |        |        |
|  |                   | Будућност ВОЛИ    | 75                |     |            |            |  |  |        |        |
|  | Будућност ВОЛИ    | Будућност ВОЛИ    | 75                | 77  |            |            |  |  |        |        |
|  | Будућност ВОЛИ    |                   |                   | 77  |            |            |  |  |        |        |
|  | Цибона            | 71                |                   |     |            |            |  |  |        |        |
|  | Цибона            | 71                |                   |     |            |            |  |  |        |        |

## Четвртфинале
| 26. 9. 2019. 17:00 | Извештај | Партизан НИС                                                        | 86 : 73 | Мега Бемакс                                           | Кошаркашки центар Дражен Петровић, Загреб Гледаоци: 500 Судије: Сашо Петек, Марко Јурас, Игор Драгојевић |  |
| 26. 9. 2019. 17:00 | Извештај | Четвртине: 18:21, 28:12, 25:16, 15:24                               |         |                                                       | Кошаркашки центар Дражен Петровић, Загреб Гледаоци: 500 Судије: Сашо Петек, Марко Јурас, Игор Драгојевић |  |
| 26. 9. 2019. 17:00 | Извештај | Поени: Пејџ 21 Скокови: Томас 7 Асистенције: Пејџ 4 Индекс: Пејџ 27 |         | Симоновић 17 Симоновић 9 четири играча 3 Симоновић 19 | Кошаркашки центар Дражен Петровић, Загреб Гледаоци: 500 Судије: Сашо Петек, Марко Јурас, Игор Драгојевић |  |

| 26. 9. 2019. 20:00 | Извештај | Црвена звезда МТС                                                        | 82 : 88 | Копер Приморска                                              | Кошаркашки центар Дражен Петровић, Загреб Гледаоци: 800 Судије: Милош Кољеншић, Драган Поробић, Крунослав Пеић |  |
| 26. 9. 2019. 20:00 | Извештај | Четвртине: 26:25, 15:21, 21:23, 20:19                                    |         |                                                              | Кошаркашки центар Дражен Петровић, Загреб Гледаоци: 800 Судије: Милош Кољеншић, Драган Поробић, Крунослав Пеић |  |
| 26. 9. 2019. 20:00 | Извештај | Поени: Давидовац 15 Скокови: Гист 6 Асистенције: Човић 5 Индекс: Гист 21 |         | Јагодић-Куриџа 18 Јагодић-Куриџа 9 Шишко 7 Јагодић-Куриџа 27 | Кошаркашки центар Дражен Петровић, Загреб Гледаоци: 800 Судије: Милош Кољеншић, Драган Поробић, Крунослав Пеић |  |

| 27. 9. 2019. 17:00 | Извештај | Цедевита Олимпија                                                            | 101 : 92 | ФМП                                 | Кошаркашки центар Дражен Петровић, Загреб Гледаоци: 500 Судије: Томислав Хордов, Јосип Радојковић, Владан Шундић |  |
| 27. 9. 2019. 17:00 | Извештај | Четвртине: 26:20, 19:23, 27:25, 16:20, 13:4                                  |          |                                     | Кошаркашки центар Дражен Петровић, Загреб Гледаоци: 500 Судије: Томислав Хордов, Јосип Радојковић, Владан Шундић |  |
| 27. 9. 2019. 17:00 | Извештај | Поени: Блажич 21 Скокови: Блажич 9 Асистенције: Боутрајт 8 Индекс: Блажич 32 |          | Јеремић 17 Рит 11 Пот 7 Пецарски 19 | Кошаркашки центар Дражен Петровић, Загреб Гледаоци: 500 Судије: Томислав Хордов, Јосип Радојковић, Владан Шундић |  |

| 27. 9. 2019. 20:30 | Извештај | Будућност ВОЛИ                                                            | 77 : 71 | Цибона                                 | Кошаркашки центар Дражен Петровић, Загреб Гледаоци: 500 Судије: Илија Белошевић, Марио Мајкић, Милан Недовић |  |
| 27. 9. 2019. 20:30 | Извештај | Четвртине: 17:16, 19:16, 13:22, 28:17                                     |         |                                        | Кошаркашки центар Дражен Петровић, Загреб Гледаоци: 500 Судије: Илија Белошевић, Марио Мајкић, Милан Недовић |  |
| 27. 9. 2019. 20:30 | Извештај | Поени: Бамфорт 25 Скокови: Николић 11 Асистенције: Кобс 6 Индекс: Кобс 30 |         | Вуцић 16 Рет, Вуцић 7 Ребец 6 Вуцић 19 | Кошаркашки центар Дражен Петровић, Загреб Гледаоци: 500 Судије: Илија Белошевић, Марио Мајкић, Милан Недовић |  |

## Полуфинале
| 28. 9. 2019. 17:00 | Извештај | Партизан НИС                                                                      | 91 : 77 | Копер Приморска                                    | Кошаркашки центар Дражен Петровић, Загреб Гледаоци: 450 Судије: Милош Кољеншић, Марио Мајкић, Владан Шундић |  |
| 28. 9. 2019. 17:00 | Извештај | Четвртине: 19:22, 24:26, 23:14, 25:15                                             |         |                                                    | Кошаркашки центар Дражен Петровић, Загреб Гледаоци: 450 Судије: Милош Кољеншић, Марио Мајкић, Владан Шундић |  |
| 28. 9. 2019. 17:00 | Извештај | Поени: Томас 19 Скокови: Томас 12 Асистенције: Гордић, Јарамаз 4 Индекс: Томас 26 |         | Холт 17 Јагодић-Куриџа 7 Шишко 5 Јагодић-Куриџа 23 | Кошаркашки центар Дражен Петровић, Загреб Гледаоци: 450 Судије: Милош Кољеншић, Марио Мајкић, Владан Шундић |  |

| 28. 9. 2019. 20:00 | Извештај | Будућност ВОЛИ                                                             | 75 : 103 | Цедевита Олимпија                                                        | Кошаркашки центар Дражен Петровић, Загреб Гледаоци: 300 Судије: Сашо Петек, Марко Јурас, Игор Драгојевић |  |
| 28. 9. 2019. 20:00 | Извештај | Четвртине: 20:26, 26:24, 15:28, 14:25                                      |          |                                                                          | Кошаркашки центар Дражен Петровић, Загреб Гледаоци: 300 Судије: Сашо Петек, Марко Јурас, Игор Драгојевић |  |
| 28. 9. 2019. 20:00 | Извештај | Поени: Кобс 17 Скокови: Мартин, Илић 5 Асистенције: Кобс 5 Индекс: Кобс 17 |          | Боутрајт, Стипановић 15 Мурић, Блажич 6 Милер-Макинтајер 7 Стипановић 26 | Кошаркашки центар Дражен Петровић, Загреб Гледаоци: 300 Судије: Сашо Петек, Марко Јурас, Игор Драгојевић |  |

## Финале
| 29. 9. 2019. 20:00 | Извештај | Цедевита Олимпија                                                                     | 77 : 99 | Партизан НИС                                    | Кошаркашки центар Дражен Петровић, Загреб Гледаоци: 1.000 Судије: Илија Белошевић, Томислав Хордов, Милан Недовић |  |
| 29. 9. 2019. 20:00 | Извештај | Четвртине: 20:20, 24:35, 29:29, 4:15                                                  |         |                                                 | Кошаркашки центар Дражен Петровић, Загреб Гледаоци: 1.000 Судије: Илија Белошевић, Томислав Хордов, Милан Недовић |  |
| 29. 9. 2019. 20:00 | Извештај | Поени: Блажич 18 Скокови: Мурић 7 Асистенције: Милер-Макинтајер 8 Индекс: Боутрајт 14 |         | Јарамаз 20 Пејнерс, Томас 6 Гордић 8 Јарамаз 23 | Кошаркашки центар Дражен Петровић, Загреб Гледаоци: 1.000 Судије: Илија Белошевић, Томислав Хордов, Милан Недовић |  |

| Стартери:    | Стартери: | Стартери:             | П          | С          | А          |
| ------------ | --------- | --------------------- | ---------- | ---------- | ---------- |
| ПЛ           | 10        | Коди Милер-Макинтајер | 11         | 3          | 8          |
| К            | 11        | Јака Блажич           | 18         | 1          | 2          |
| К            | 8         | Едо Мурић             | 5          | 7          | 1          |
| К            | 19        | Марко Симоновић       | 11         | 3          | 11         |
| Ц            | 13        | Андрија Стипановић    | 8          | 5          | 2          |
| Резерве:     |           |                       |            |            |            |
| Б            | 2         | Филип Крушлин         | 3          | 0          | 0          |
| ПЛ           | 3         | Рајан Боутрајт        | 15         | 0          | 1          |
| КЦ           | 4         | Мартин Крампељ        | 0          | 0          | 0          |
| КЦ           | 5         | Микаел Хопкинс        | 3          | 6          | 0          |
| Б            | 7         | Петар Вујачић         | Није играо | Није играо | Није играо |
| Б            | 9         | Мирко Мулалић         | 3          | 0          | 0          |
| КЦ           | 17        | Саша Загорац          | Није играо | Није играо | Није играо |
| Тренер:      |           |                       |            |            |            |
| Славен Римац |           |                       |            |            |            |

| Цедевита Олимпија |  | Партизан |

| ЦОЛ         | Статистика        | ПАР         |
| ----------- | ----------------- | ----------- |
|             | Статистика        |             |
| 15/30 (50%) | Шут за 2. поена   | 25/36 (69%) |
| 13/30 (43%) | Шут за 3. поена   | 12/27 (44%) |
| 8/12 (66%)  | Слободна бацања   | 13/19 (68%) |
| 3           | Скокови у нападу  | 4           |
| 22          | Скокови у одбрани | 24          |
| 25          | Укупно скокова    | 28          |
| 15          | Асистенција       | 26          |
| 19          | Изгубљених лопти  | 13          |
| 5           | Украдених лопти   | 10          |
| 2           | Блокада           | 2           |
| 20          | Фаулова           | 23          |

| Стартери:         | Стартери: | Стартери:         | П          | С          | А          |
| ----------------- | --------- | ----------------- | ---------- | ---------- | ---------- |
| Б                 | 2         | Кори Валден       | 13         | 0          | 6          |
| Б                 | 10        | Огњен Јарамаз     | 20         | 2          | 5          |
| К                 | 3         | Раде Загорац      | 6          | 3          | 1          |
| КЦ                | 25        | Рашон Томас       | 13         | 6          | 3          |
| Ц                 | 9         | Артјом Параховски | 2          | 3          | 1          |
| Резерве:          |           |                   |            |            |            |
| Б                 | 5         | Маркус Пејџ       | 6          | 1          | 1          |
| Б                 | 7         | Немања Гордић     | 12         | 1          | 8          |
| КЦ                | 12        | Новица Величковић | Није играо | Није играо | Није играо |
| КЦ                | 14        | Стефан Бирчевић   | 0          | 2          | 0          |
| КЦ/Ц              | 21        | Никола Јанковић   | 11         | 4          | 0          |
| К                 | 31        | Жанис Пејнерс     | 12         | 6          | 1          |
| Ц                 | 42        | Вилијам Мозли     | 4          | 0          | 0          |
| Тренер:           |           |                   |            |            |            |
| Андреа Тринкијери |           |                   |            |            |            |

| Победник Суперкупа Јадранске лиге у кошарци 2019. |
| ------------------------------------------------- |
| Партизан 1. титула                                |